# Bryan King (cầu thủ bóng đá, sinh năm 1947)
Bryan King (sinh ngày 18 tháng 4 năm 1947) là một cựu cầu thủ bóng đá chuyên nghiệp người Anh thi đấu ở vị trí thủ môn cho Chelmsford City, Millwall và Coventry City. Hiện tại ông là tuyển trạch viên cho Everton. Ông từng dẫn dắt FK Jerv, Harstad, Tynset, Rendalen, Kongsberg, (tất cả ở Na Uy), và Falkenberg ở Thụy Điển. Trước đó ông làm việc cho Tottenham Hotspur và Aston Villa. Hiện tại ông sinh sống ở Kongsberg, Na Uy.
King giữ vai trò tương tự ở Tottenham Hotspur giai đoạn 2002-08 và tuyển trạch viên châu Âu của Aston Villa trước đó.

Ngày 6 tháng 1 năm 2017, King rời Everton với tư cách tuyển trạch viên Bắc Âu.

## Sự nghiệp thi đấu
King được một lần triệu tập lên đội tuyển Anh. Ông ngồi trên ghế dự bị trong trận đấu với Bồ Đào Nha ngày 3 tháng 4 năm 1974.